# NS 6400 (stoomlocomotief)
De locomotief NS 6401 was een goederenstoomlocomotief van de Nederlandse Spoorwegen in 1945. Het was een locomotief van de Deutsche Reichsbahn uit de serie 86 met het nummer 86 520, die na de Tweede Wereldoorlog in Nederland is achtergebleven. De NS heeft de locomotief slechts korte tijd gebruikt, waarna de locomotief weer naar Duitsland terugkeerde en bij de Deutsche Bundesbahn tot 1965 dienst heeft gedaan.
| NS nummer | Fabrikant | Fabrieksnummer | Bouwjaar | DRB nummer | Afvoer | Opmerkingen |
| --------- | --------- | -------------- | -------- | ---------- | ------ | ----------- |
| 6401      | Henschel  | 26739          | 1942     | 86 520     | 1965   |             |